# Meleto (accusatore di Socrate)
Meleto (in greco antico: Μέλητος?, Mélētos; Atene, 425 a.C. circa – dopo il 399 a.C.) fu un giudice che accusò Socrate durante il processo al filosofo nel 399 a.C.

## Biografia
Figlio di un poeta del demo di Pito, fu istigato ad accusare Socrate da Anito e Licone; l'orazione accusatoria di Meleto fu un fiasco, ma Socrate venne comunque condannato a morte.
Inizialmente si credeva che Meleto avesse ricevuto da Crizia, insieme a Socrate, l'ordine di arrestare Leone di Salamina, ma attualmente si tende a distinguere i due personaggi omonimi.
Un resoconto sicuramente apocrifo, riportato da Diogene Laerzio, afferma che dopo l'esecuzione di Socrate "gli Ateniesi provarono un tale rimorso" che giustiziarono Meleto e bandirono i suoi soci dalla città, su istigazione di un discepolo di Socrate, Antistene. 